# 美作勝山藩
勝山藩（かつやまはん）は、美作国真島郡勝山（岡山県真庭市勝山）に拠点を置いた藩。藩庁は勝山城に置かれた。高田藩（たかだはん、たかたはん）、美作高田藩（みまさか たかだはん、みまさか たかたはん）とも称される。藩主家は三浦家。

## 藩史
江戸時代中期の明和元年（1764年）、譜代大名の三浦明次が三河国西尾藩より転封してきた。真島郡内の96村と大庭郡内の1村を与えられ2万3千石で立藩した。真島郡高田村の高田城を藩庁としたため、当初は高田藩などとも称されるが、しばらくして、高田城を勝山城に改称し、これを受けて勝山藩と称されるようになる。
2代矩次は真島郡新庄村（現・真庭郡新庄村）にある鉄鉱山経営を奨励し財源確保に努めた。幕末には鉄鉱山は藩営となった。
明治2年（1869年）真島藩（ましまはん）と改称。明治4年（1871年）廃藩置県により真島県となる。北条県を経て岡山県に編入された。
戦後、岡山県により勝山町並み保存地区に指定された。

## 歴代藩主
三浦家
譜代 2万3千石（1764年 - 1871年）
1. 明次
2. 矩次
3. 前次
4. 毗次
5. 誠次
6. 峻次
7. 義次
8. 朗次
9. 弘次
10. 顕次

## 家老など
- 戸村家 - 佐竹氏の一族で、佐竹義人の三男義倭を祖とする。
  - 愛茂―愛治―愛忠―愛正―愛広―愛教―愛則（荘嶽）―愛重―愛之―益郎
- 九津見家 - 足利氏の一族で、足利義視の子と言われる恒視を祖とする。
  - 定利―定深―定春―典定―定羽＝相休―定穀＝定之＝範陳―鏞太郎
- その他
  - 内閣総理大臣・鳩山一郎、鳩山由紀夫らを輩出した鳩山家は、勝山藩士の家系であった。

## 幕末の領地
- 美作国
  - 真島郡のうち - 107村（全112村なので大部分）
  - 大庭郡のうち - 1村